# Conseil diocésain pour les affaires économiques
Le Conseil diocésain pour les affaires économiques est un comité diocésain qui prépare annuellement le budget des recettes et des dépenses pour l'année à venir, qui approuve les comptes de l'année écoulée, et qui contrôle les finances et l'administration des biens, sous la présidence de l'évêque.

## Rôle
L'existence et le rôle du conseil diocésain pour les affaires économiques sont définis par le Code de droit canonique de 1983 qui introduit cette appellation nouvelle concernant une structure qui existait sous le terme « conseil d'administration » dans le Code de droit canonique de 1917, avec à peu près le même rôle.
Selon le nouveau code, dans chaque diocèse, l'évêque nomme un Conseil pour les affaires économiques, comprenant au moins trois membres compétents, qui peuvent être des clercs ou des laïcs. Ce Conseil a notamment pour rôle de définir les directives générales pour l'administration des finances et des biens matériels par l'économat, d'établir le budget annuel, d'en approuver les comptes et de contrôler les finances. 